# Augusto Jatobá
José Carlos Augusto Jatobá (Campo Formoso, 19 de março de 1946) é um cantor, compositor, letrista, artista plástico, designer, arquiteto, publicitário, diagramador e arte-finalista brasileiro.
Nascido na cidade do Campo Formoso, no interior da Bahia, em 1958 a família transferiu-se para a cidade de Feira de Santana, onde passou sua adolescência, destacando-se precocemente como Artista Plástico desde os 15 anos de idade. Em 1966 recebeu, das mãos de Assis Chateaubriand, o "Prêmio de Pintura" do Museu Regional de Feira de Santana. 
Em seguida foi morar em Salvador, ingressando no Curso de bacharelado em Arquitetura na Universidade Federal da Bahia (UFBA).
Em 1968 trabalhou como Diretor de Arte, na agência publicitária Propeg Propaganda, na Bahia, ao lado de Fernando Borba, Walter Queiroz, Lobianco, João Ubaldo Ribeiro. Paralelamente estudava Belas Artes e Arquitetura na UFBA. Neste mesmo ano atuou como monitor da "Bienal Nacional de Artes Plásticas da Bahia", na qual também participou expondo seus quadros. Dois anos depois, em 1970, recebeu o "Prêmio Logomarca Clube de Engenharia da Bahia", por sua criação nesta área da publicidade.
Em 1972 transferiu-se para o Rio de Janeiro, onde passou a estudar Arquitetura na Faculdade de Arquitetura da UFRJ. Fundou a agência Macy Comunicações, com Mário de Almeida, Cyro del Nero e Manoel Carlos, para realizar projetos de programação visual, tais como a abertura da novela "Cavalo de Aço", da TV Globo. No Rio de Janeiro reencontrou os conterrâneos Antônio Carlos, Jocafi, Walter Queiroz, Tom e Dito, entre outros artistas.
Em 1973 criou vários projetos arquitetônicos, tais como as residências do casal Antônio Carlos e Maria Creuza; residência de Dori Caymmi, de Mário de Almeida e ainda o projeto de relançamento das Torres de Athaideville; projeto de lançamentos imobiliários para Júlio Bogoricin, Orcal, Wrobel Hilf, entre outros, além de projetos de arquitetura promocional para a Esquire Propaganda.
Em 1974 criou a decoração de carnaval do "Baile da Cidade do Rio de Janeiro", no Canecão; projetos cenográficos para o "Ballet Dalal Acchar", no Teatro Municipal do Rio de Janeiro. No ano seguinte criou projetos para o carnaval de bairros para Riotur.
No ano de 1976, o poeta Paulo César Pinheiro o convidou para trabalhar na gravadora EMI-ODEON, tornando-se responsável pela parte gráfica nas produções de discos de Clara Nunes, João Nogueira e Joel Nascimento, além de fazer a capa do livro de poemas e letras "Canto brasileiro" (Paulo César Pinheiro, 1976), de "A poética de Paulo César Pinheiro", de José Maria de Souza Dantas (1976), entre outros. Também fez capas para LPs de João Nogueira, Clara Nunes, Joel Nascimento, Dona Ivone Lara entre outros. No ano seguinte, em 1977, a convite de Antônio Carlos, Jocafi e Durval Ferreira, passou a trabalhar como capista e nos projetos gráficos para a RCA Victor, em discos de Maria Creuza, Toquinho e Vinicius de Moraes, Antonio Carlos e Jocafi, Paulo Brito, Silvio César, entre outros.
Em 1978 teve sua primeira canção (Buraco Fundo) gravada pela artista Oneida.
No ano de 1978 fundou o Estúdio de Invenções Produtora Ltda, pelo qual lançou 26 discos de diversos artistas, entre os quais "Que é qui tu tem canário", de Xangai e seus quatro discos intitulados "Matança" (1992), "Navio dos animais" (2002), "20 anos da música de A. Jatobá - Volume 01" (2003 / vários intérpretes), "20 anos da música de A. Jatobá - Volume 02" (2003 Intérprete: Xangai), além de LPs e CDs de Elomar, Turíbio Santos, Andréia Daltro, Saul Barbosa e Manassés.
Em 1980 criou a empresa Estudioart Prod. e Distribuidora de Discos, para produzir eventos musicais e distribuir discos. Dois anos depois, em 1982, inaugurou a loja de discos "In-dependente", na qual realizava, até o ano de 1990, vários eventos de lançamentos líteros-musicais.
No ano de 2002 recebeu o título de "Cidadão Carioca", conferido pela ALERJ (Assembleia Legislativa do Rio de Janeiro). Neste mesmo ano, a convite do ministro Rubens Ricupero, colaborou com a ONU, durante o evento "UNICATED", no Rio de Janeiro.

## Discografia
- 20 anos da música de A. Jatobá - Volume 01
- 20 anos da música de A. Jatobá - Volume 02
- Navio dos animais
- Matança